# Вениамин (Рудый)
Епи́скоп Вениами́н (в миру Гео́ргий Анато́льевич Руды́й; 17 июля 1959, Алма-Ата) — архиерей Русской православной церкви, епископ Талгарский, викарий Астанайской епархии.

## Биография
В 1972 году окончил среднюю школу № 10 города Алма-Аты, в 1976 году — Республиканскую физико-математическую школу. Закончив 10 классов, получил аттестат о среднем образовании. Крещён в 1977 году в храме Петра и Павла у Яузских ворот города Москвы.
С 1976 по 1982 год учился на Физическом факультете Казахского государственного университета по специальности — физик.
С 1982 по 1986 год работал в Институте ядерной физики Академии Наук Казахской ССР в должности инженера.
С 1986 по 1988 год работал в Управлении механизации и транспорта треста «КазЭлеваторСтрой» наладчиком автоматики.
С 1988 по 1990 год служил сторожем в архиерейской резиденции епископа Алма-Атинского и Казахстанского Евсевия (Саввина).
7 апреля 1990 года рукоположен в сан диакона епископом Алма-Атинским и Казахстанским Евсевием (Саввиным), 28 августа того же года — во иерея архиепископом Алма-Атинским и Казахстанским Алексием (Кутеповым). Назначен клириком собора апостолов Петра и Павла города Петропавловска.
1 января 1991 года назначен настоятелем в новообразованную общину блаженной Ксении Петербургской города Капчагай Алма-Атинской области.
12 апреля 1992 года архиепископом Алма-Атинским и Семипалатинским Алексием (Кутеповым) пострижен в монашество с наречением имени в честь священномученика Вениамина (Казанского), митрополита Петроградского и Гдовского.
В 1995 году заочно окончил Московскую духовную семинарию. Преподаватель катехизиса и общецерковной истории в Алма-Атинском епархиальном духовном училище.
В 2000 году возведён сан игумена. 10 июня 2000 года назначен благочинным 2-го Алма-Атинского церковного округа.
В 2002 году заочно окончил Московскую духовную академию.
25 марта 2003 года почислен за штат Алма-Атинской епархии и принят в клир Чимкентской епархии. Служил в Никольском кафедральном соборе города Чимкента, был секретарём Чимкентской епархии.
С 27 по 28 января 2009 года был участником Поместного собора Русской православной церкви
В 2016 году возведён сан архимандрита.
С 1 декабря 2022 года — клирик Вознесенского кафедрального собора города Алма-Аты и сотрудник Алма-Атинского епархиального управления.
16 марта 2023 года решением Священного Синода РПЦ избран епископом Талгарским, викарием Астанайской и Алма-Атинской епархии
27 апреля 2023 года в Тронном зале кафедрального соборного Храма Христа Спасителя в Москве наречён во епископа Талгарского, викария Астанайской епархии.
30 апреля 2023 года в соборном Храме Христа Спасителя в Москве хиротонисан во епископа Талгарского, викария Астанайской епархии. Хиротонию совершили: Патриарх Кирилл, митрополит Астанайский и Казахстанский Александр (Могилёв), митрополит Крутицкий и Коломенский Павел (Пономарёв), митрополит Волоколамский Антоний (Севрюк), митрополит Мурманский и Мончегорский Митрофан (Баданин), епископ Рыбинский и Романово-Борисоглебский Вениамин (Лихоманов), епископ Зарайский Константин (Островский).